# Уаллауа (округ)
Округ Уаллауа (англ. Wallowa County) располагается в штате Орегон, США. Официально образован 14 октября 1887 года. По состоянию на 2010 год, численность населения составляла 7008 человек.

## География
По данным Бюро переписи США, общая площадь округа равняется 8163,688 км², из которых 8145,558 км² — суша и 15,540 км² (или 0,200 %) — водоемы. В окружном центре Энтерпрайз средняя температура июля составляет 16 °С со средним максимумом 26,1 °С, средняя температура января — −4,1 °С со средним минимумом −9,6 °С.

## Соседние округа
- Колумбия (штат Вашингтон) — на северо-западе;
- Гарфилд (штат Вашингтон) — на севере;
- Асотин (штат Вашингтон) — на северо-востоке;
- Нез-Перс (штат Айдахо) — на северо-востоке;
- Айдахо (штат Айдахо) — на востоке;
- Адамс (штат Айдахо) — на юго-востоке;
- Бейкер — на юге;
- Юнион — на юго-западе;
- Юматилла — на западе.

## Население
По данным переписи населения 2000 года в округе проживает 7226 жителей в составе 3029 домашних хозяйств и 2083 семей. Плотность населения составляет 1,00 человек на км². На территории округа насчитывается 3900 жилых строений, при плотности застройки менее 1,00-го человека на км². Расовый состав населения: белые — 96,50 %, афроамериканцы — 0,03 %, коренные американцы (индейцы) — 0,71 %, азиаты — 0,24 %, гавайцы — 0,04 %, представители других рас — 0,95 %, представители двух или более рас — 1,54 %. Испаноязычные составляли 1,73 % населения независимо от расы.
В составе 28,50 % из общего числа домашних хозяйств проживают дети в возрасте до 18 лет, 58,70 % домашних хозяйств представляют собой супружеские пары проживающие вместе, 6,90 % домашних хозяйств представляют собой одиноких женщин без супруга, 31,20 % домашних хозяйств не имеют отношения к семьям, 27,10 % домашних хозяйств состоят из одного человека, 11,90 % домашних хозяйств состоят из престарелых (65 лет и старше), проживающих в одиночестве. Средний размер домашнего хозяйства составляет 2,35 человека, и средний размер семьи 2,85 человека.
Возрастной состав округа: 24,30 % моложе 18 лет, 4,90 % — от 18 до 24, 21,90 % — от 25 до 44, 30,00 % — от 45 до 64 и 30,00 % — от 65 и старше. Средний возраст жителя округа — 44 года. На каждые 100 женщин приходится 100,10 мужчин. На каждые 100 женщин старше 18 лет приходится 96,10 мужчин.
Средний доход на домохозяйство в округе составлял 32 129 USD, на семью — 38 682 USD. Среднестатистический заработок мужчины был 28 202 USD против 21 558 USD для женщины. Доход на душу населения составлял 17 276 USD. Около 9,80 % семей и 14,00 % общего населения находились ниже черты бедности, в том числе — 18,30 % молодёжи (тех, кому ещё не исполнилось 18 лет) и 11,40 % тех, кому было уже больше 65 лет.